# Џонстаун (Мисисипи)
Џонстаун (енгл. Jonestown) град је у америчкој савезној држави Мисисипи.

## Демографија
По попису из 2010. године број становника је 1.298, што је 403 (-23,7%) становника мање него 2000. године.
| Група             | 2000.         | 2010.         |
| Белци             | 42 (2,5%)     | 22 (1,7%)     |
| Афроамериканци    | 1.638 (96,3%) | 1.271 (97,9%) |
| Азијати           | 1 (0,1%)      | 0 (0,0%)      |
| Хиспаноамериканци | 8 (0,5%)      | 4 (0,3%)      |
| Укупно            | 1.701         | 1.298         |